# Chortyca (wódka)
Chortyca (ukr. Хортиця) – marka ukraińskiej wódki, oraz nazwa zakładów spirytusowych ją produkujących. Nazwa została nadana na cześć największej wyspy Ukrainy Chortyca. Chortyca to jedna z najbardziej popularnych na Ukrainie linii wódek, także likierów i napojów niskoalkoholowych. Produkty firmy eksportowane są do 77 krajów świata. Dyrektorem firmy jest Andrej Gusak, a właścicielem marki Chortyca – Jewgienij Czerniak.

## Historia
Firma rozpoczęła produkcję w grudniu 2003 roku. W maju 2004 roku rozpoczęto wdrożenie oprogramowania PeopleSoft – EnterpriseOne (wykorzystywanego między innymi w TP S.A. czy Citibanku).
W 2005 roku zwiększono sprzedaż dwukrotnie. Z początkiem 2006 roku firma osiągnęła poziom 17% udziału w lokalnym rynku alkoholi. W grudniu osiągnięto wydajność produkcji na poziomie 750 tysięcy hektolitrów oraz 22% udział w ukraińskim rynku alkoholi. W tym miesiącu uruchomiono 2 nowe linie produkcyjne produkujące 12 tysięcy butelek produktu na godzinę.
W styczniu 2007 roku doszło do emisji i sprzedaży obligacji typu A na sumę 10 milionów dolarów, w marcu osiągnięto 28% udziału w lokalnym rynku alkoholi. W lipcu fabryka uzyskała międzynarodowe certyfikat TUV NORD (Hanower, Niemcy) oraz Bureau-Veritas (Paryż, Francja)

## Asortyment
Produkuje się tutaj wiele gatunków wódki:
- miodowo-cytrynową
- paprykową z miodem (piercowka)
- czystą (klasyczną, Platinum i Silver)
- karmelową
- wiśniową
- śliwkową